# Michael Dietzsch
Michael Dietzsch (* 18. Mai 1940 in Köln) ist ein deutscher Unternehmer. Er ist Mitglied des Gesellschafterausschusses der Bitburger Holding und war langjähriger Vorsitzender der Geschäftsführung der Bitburger Getränke Verwaltungsgesellschaft. Von 1993 bis 1999 war er Präsident des Deutschen Brauer-Bundes. 

## Leben
Dietzsch wurde als Sohn des Kaufmanns Hans H. Dietzsch und seiner Ehefrau, der Malerin Ursula Dietzsch-Kluth, in Köln geboren. Sein Großvater ist der Bildhauer Hans Hubert Dietzsch. Er wuchs in Landshut und Köln auf.
Dietzsch ist promovierter Volkswirt. Durch seine Heirat mit Christa Simon, einer Tochter von Hanns Simon, wurde er zum Mitglied der Betreiberfamilie der Bitburger Brauerei, bei der er 1971 angestellt wurde. Gemeinsam mit seinen Vettern Axel Th. Simon und Tomasz Niewodniczański übernahm er 1975 die Geschäftsführung der Bitburger Brauerei und verantwortete das Ressort Marketing und Vertrieb. Mehr als 25 Jahre war er zudem im Beirat der Gerolsteiner Brunnen GmbH & Co. KG tätig, davon sieben Jahre als Vorsitzender.
1999 wechselte Dietzsch von der Brauerei zur Holding und bestimmte als Vorsitzender der Verwaltungsgesellschaft die strategische Ausrichtung des Unternehmens maßgeblich mit. 2004 übergab er die Leitung der Bitburger Holding an Axel Th. Simon.
Dietzsch hat zwei Töchter und zwei Enkelkinder.

## Ehrungen und Ehrenämter
- Mitglied des Hochschulkuratoriums und Vorsitzender des Freundeskreises der Universität Trier und dort Ehrensenator.
- 1992 Bundesverdienstkreuz am Bande
- 1999 für seine Verdienste um Wirtschaft, Wissenschaft und Gesellschaft mit dem Bundesverdienstkreuz 1. Klasse des Verdienstordens der Bundesrepublik Deutschland
- 2015 Verdienstorden des Landes Rheinland-Pfalz
- Vorsitzender des Stiftungsrats der Dr. Hanns-Simon-Stiftung[2]
- Vorsitzender des Host Nation Council Spangdahlem